# 徐子佩
徐子佩（1908年10月—2003年12月22日），男，安徽太和人，中国科学教育家，河南省科学技术协会原主席。

## 生平
1908年10月生于安徽省太和县税镇镇渔池村。曾在河南开封读书。1926年9月入清华大学化学系学习。1930年5月加入中国共产党。1930年6月毕业后至1931年7月，在清华大学任教。曾任清华大学党支部书记，北平西郊区委书记。离校后至1936年4月，在青岛女中、济南师范任教。曾任华中解放区八专署教育处长、雪商亳县副县长、鹿亳太县县长、豫皖苏边区行署教育处长、中原临时人民政府教育委员会副主任等职。
1950年后，历任河南省教育厅办公室主任、副厅长，省委党校副校长，中国科学院河南分院副院长，省科委、省科协副主任等职。改革开放后，历任河南省科学院院长、省科协主席等职。1985年12月离休。
2003年12月22日在河南郑州逝世，终年95岁。